# Piera de l'aga
La Piera de l’aga (Pietra dell’acqua) è un monolito di dimensioni circa 90 x 120 cm, rinvenuto nell’adiacente zona archeologica ed attualmente esposta nel giardino antistante la chiesa di San Bartolomeo, nella frazione di Ciago del comune di Meduno. L’ara è ritenuta un altare sacrificale di epoca celtica o venetica. Il canale per il deflusso del sangue è ancora ben visibile.
La tradizione popolare ritiene che l’acqua piovana accumulatasi nelle cavità abbia proprietà curative, specialmente per le malattie degli occhi.